# Михайловка (Прохоровский район)
Михайловка — село в Прохоровском районе Белгородской области. Входит в состав Прелестненского сельского поселения.

## География
Находится в северной части Белгородской области, в лесостепной зоне, в пределах юго-западного склона Среднерусской возвышенности, на левом берегу реки Псёл, на расстоянии примерно 6 километров (по прямой) к западу-юго-западу от Прохоровки, административного центра района. Абсолютная высота — 189 метров над уровнем моря.

## История
Михайловка и соседняя Андреевка и Васильевка  территориально входили в слободу Прохоровка до конца  XVIII века. Возраст поселения примерно равен возрасту слободы. Основоположники Михайловки - Михаил Саввич Ильинский, служивший священником в Белгороде и Михаил Михайлович, его сын, священник Богородицкой церкви и слободы Прохоровки, где один из престолов назывался Михайловским, во имя Святого Архангела Михаила.
После революции 1917 года и с приходом советской власти стали образовываться сельские Советы, но сохранялось Ольшанское волостное правление. Михайловка входила в Прохоровский сельсовет. В 1929 году образовался первый колхоз имени Куйбышева.
Во время Великой Отечественной войны в 19433 году Михайловка была полностью уничтожена. После освобождения от фашистов в 1944 году начинается восстановление села. В 1955 году в результате укрупнения, колхоз  им. Куйбышева объединили с колхозом «Красное Знамя» Прелестненского сельского Совета Прохоровского района Белгородской области.

### Климат
Климат характеризуется как умеренно континентальный, с относительно мягкой зимой и тёплым продолжительным летом. Среднегодовая температура воздуха — 5,4 °C. Средняя температура воздуха самого холодного месяца (января) — −9,2 °C; самого тёплого месяца (июля) — 16,4 — 24,3 °C. Безморозный период длится в среднем 155—160 дней. Годовое количество атмосферных осадков — 527—595 мм, из которых большая часть выпадает в тёплый период.

### Часовой пояс
Село Михайловка как и вся Белгородская область, находится в часовой зоне МСК (московское время). Смещение применяемого времени относительно UTC составляет +3:00.

## Население
| 2002 | 2010 |
| ---- | ---- |
| 30   | ↘20  |

### Половой состав
По данным Всероссийской переписи населения 2010 года в гендерной структуре населения мужчины составляли 30 %, женщины — соответственно 70 %.

### Национальный состав
Согласно результатам переписи 2002 года, в национальной структуре населения русские составляли 79 %.